# La mer est grande
 (février 2014).
Si vous disposez d'ouvrages ou d'articles de référence ou si vous connaissez des sites web de qualité traitant du thème abordé ici, merci de compléter l'article en donnant les références utiles à sa vérifiabilité et en les liant à la section « Notes et références ».
La mer est grande est une série télévisée française en couleurs de six épisodes de 60 minutes diffusés le jeudi vers 21h30, du 27 septembre au 1er novembre 1973 sur la deuxième chaîne de l'ORTF. Créée par Jean-Michel Charlier, cette série se voulait l'équivalent maritime des Chevaliers du ciel.

## Synopsis
La série met en scène deux jeunes aspirants de la Marine nationale française, Alain Joubert et Hervé Lanoé, qui deviennent l'un ingénieur, l'autre pilote. Ils vivent ensemble ou séparément diverses aventures sur des bâtiments de surface et à bord d'un sous-marin.

## Distribution
- Yves-Marie Maurin : Hervé Lanoé
- Joël Felzines : Alain Joubert
- Michèle Watrin : Virginie Delubac, la fiancée d'Hervé Lanoé
- France Dougnac : Nancy Guéhenno, la fiancée d'Alain Joubert
- Bob Asklöf : Hans

## Épisodes
- Épisode 1 : Hervé Lanoé et Alain Joubert, jeunes aspirants, élèves de l’École navale. Nous suivons leur formation (exercices, leçons de mathématiques, régates). Alain Joubert doit renoncer à sa carrière d'officier de marine en raison de problèmes de vue.

- Épisode 2 : Alain Joubert s'oriente vers une carrière d'ingénieur de l'armement. Hervé Lanoé fait la connaissance de Virginie qui va devenir sa fiancée. Hervé Lanoé embarque sur l'Escorteur d'escadre Classe T 53 La Bourdonnais (D634).

- Épisode 3 : À bord d'un sous-marin, Hervé Lanoé participe à des exercices de pose d'explosifs contre la coque d’un bateau. Il se prend dans un filet de pêche et perd son propulseur ultra secret…

- Épisode 4 : Hervé se trouve sur le porte-avions Foch. Au cours d'un exercice, un chalutier en difficulté est repéré. Hervé est hélitreuillé à bord et doit tenter de sauver le navire et l'équipage...

- Épisode 5 : Hervé est embarqué à bord d'un dragueur de mines et participe à diverses opérations. Cette mission l'éloigne de Virginie qui annonce qu'elle souhaite rompre...

- Épisode 6 : L'action se déroule au centre d'essais de la Méditerranée sur l'Île du Levant où sont testés les missiles. Hervé retrouve Alain qui est l'ingénieur principal du projet Marmara...

## Réalisation
La musique originale est composée par François de Roubaix (générique compris) - Éditions Musicales Hortensia (à l'époque) / Aujourd'hui: Universal Music Division Jazz -. En 1973, elle n'était pas disponible sur disque, mais le fut en 2004 sur le CD Le monde électronique de François de Roubaix sous la référence Universal 981 808-9.
Le scénario était écrit en collaboration avec Jean Raynaud, un officier de marine détaché par le Service des relations publiques de la marine (Sirpa-Marine). Homme de télévision et écrivain, Jean Raynaud est l'un des fondateurs du magazine Cols Bleus relatant les évènements de la marine nationale française au lendemain de la deuxième guerre mondiale. Il a publié après la diffusion du feuilleton un roman également intitulé La mer est grande.